# Topografia chrześcijańska

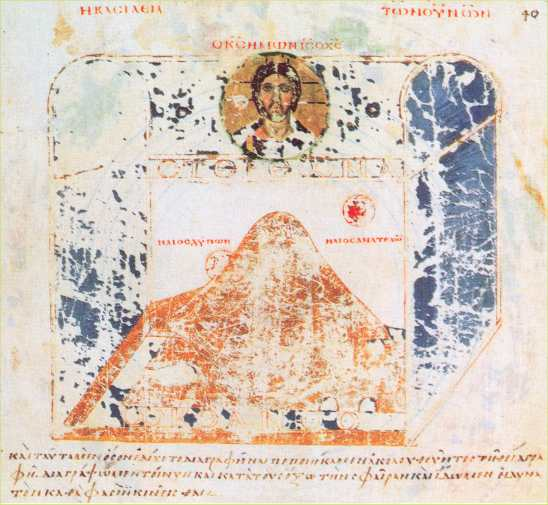
Mapa świata z Topographia Christiana, VI wiek

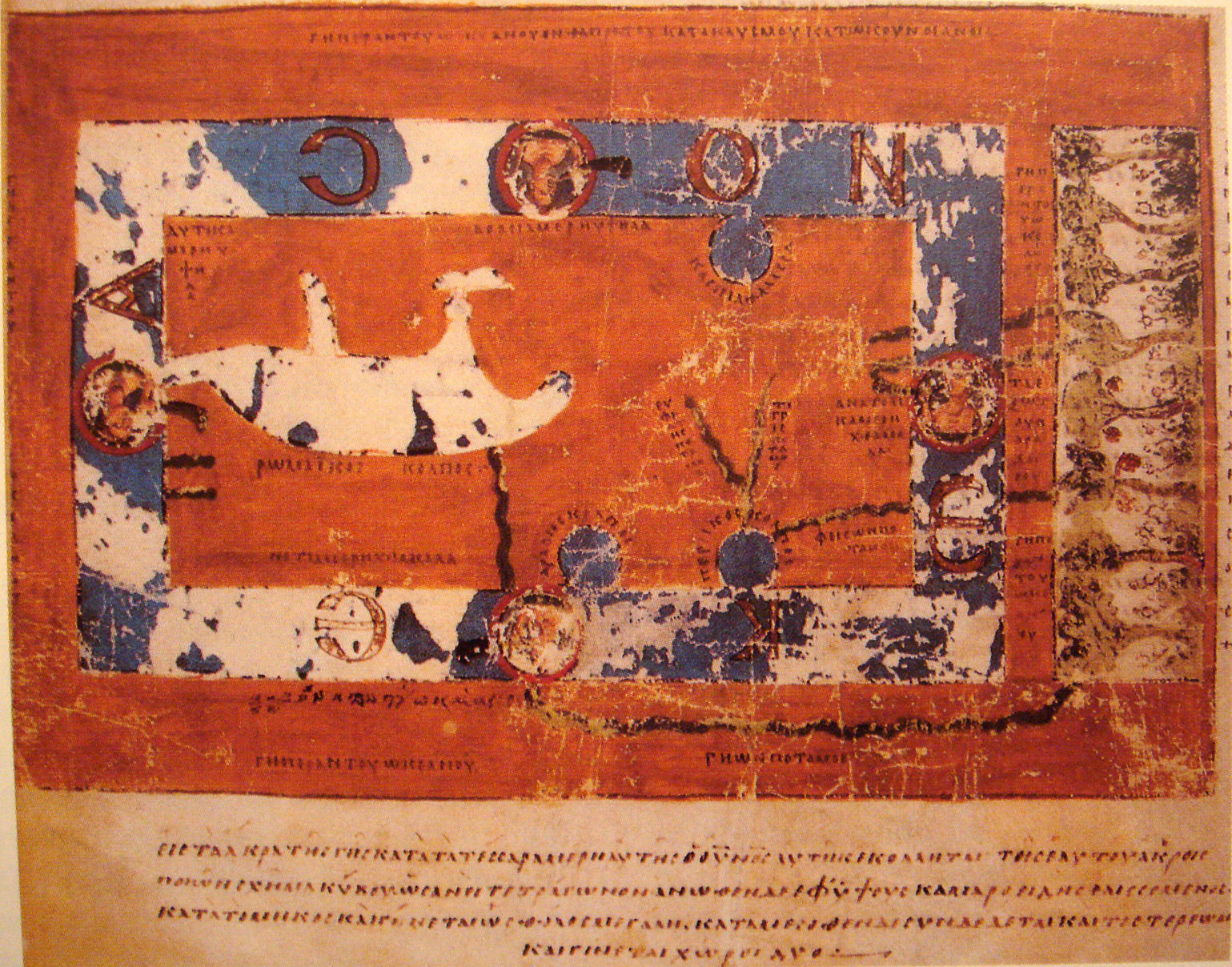
Mapa świata według Kosmasa Indikopleustesa, VI wiek

Topografia chrześcijańska (grek. Χριστιανική Τοπογραφία, łac. Topographia Christiana) – dzieło bizantyńskiego mnicha, geografa i podróżnika Kosmasa Indikopleustesa powstałe w połowie VI wieku. 
Dzieło zostało napisane w latach 545–547 i obejmuje, prócz relacji z podróży autora, uwagi dotyczące geografii, przyrody, astronomii i opinie filozoficzno-religijne będące polemiką dla ówczesnych sporów teologicznych.

## Treść dzieła
Główną tezą zawartą w dziele było uznanie prostokątnego kształtu Ziemi, dwa razy dłuższego ze wschodu na zachód niż z północy na południe. Według tego poglądu Ziemię ze wszystkich stron oblewał ocean wrzynający się w ląd czterema zatokami; od zachodu było to Morze Śródziemne, od południa Morze Czerwone i Zatoka Perska, zaś od północy Morze Kaspijskie. Jeszcze do XVI w. na niektórych mapach Morze Kaspijskie było zaznaczone jako zatoka Oceanu Arktycznego. Na północnej krawędzi lądu wznosiła się góra, wokół której obracały się Słońce, Księżyc i gwiazdy. Gdy Słońce chowało się za górę, następowała noc, gdy się wyłaniało – dzień. Latem Słońce krążyło wyżej, a zimą niżej, dlatego latem dzień jest dłuższy, a zimą krótszy. Za oceanem znajdował się raj, z którego wypływały cztery główne rzeki: Nil, Eufrat, Tygrys i Oxus (Amu-daria). Przepływały one pod oceanem, a następnie wypływały na ziemię. Tak pojęty świat obudowany był ścianami z cegieł i pokryty beczkowatym sklepieniem ze szkła. Między ziemią a sklepieniem niebios znajdowała się jeszcze jedna przegroda ze szkła, tzw. firmament. Nad firmamentem znajdowała się woda, a nad nią Bóg. 
Kosmas Indikopleustes w swoich wywodach zwalczał teorię kulistości, głosząc, iż ludzie na drugiej półkuli musieliby chodzić do góry nogami, deszcz padałby na nich od dołu i że w dzień Sądu Ostatecznego połowa ludzkości nie ujrzałaby Boga zstępującego na ziemię.
Wydania tego dzieła oraz przekładu na język francuski dokonała polska bizantynolog Wanda Wolska Conus w ramach prestiżowej serii Sources chrétiennes.
Dzieło w pierwszym wydaniu opatrzone było ilustracjami, o czym świadczą kierowane do nich odniesienia autora w treści dzieła. W późniejszych wydaniach grafiki bazowały na oryginałach i wykazywały wpływ dzieł szkoły aleksandryjskiej. Przykładem takiej kopii jest najwcześniejszy zachowany rękopis przechowywany w Bibliotece Watykańskiej pochodzący z VII-VIII wieku. Do czasów współczesnych zachowały się trzy kompletne manuskrypty.